# 斜鳞蛇科
斜鳞蛇科（学名：Pseudoxenodontidae）是爬行纲有鳞目真蛇下目下的一个科，原为游蛇科下的一个亚科（斜鳞蛇亚科 Pseudoxenodontinae），2019年提升为科。

## 下级分类
- 颈斑蛇属  Plagiopholis
- 斜鳞蛇属 Pseudoxenodon